# Chaetostoma albiflorum
Chaetostoma albiflorum är en tvåhjärtbladig växtart som först beskrevs av Charles Victor Naudin, och fick sitt nu gällande namn av Koschnitzke och Angela Borges Martins. Chaetostoma albiflorum ingår i släktet Chaetostoma och familjen Melastomataceae. Inga underarter finns listade i Catalogue of Life.